# Monognathus bruuni
Monognathus bruuni är en fiskart som beskrevs av Bertin, 1936. Monognathus bruuni ingår i släktet Monognathus och familjen Monognathidae. Inga underarter finns listade i Catalogue of Life.